# Markuss Vinogradovs
Markuss Vinogradovs (* 27. Mai 2002 in Sigulda) ist ein ehemaliger lettischer Nordischer Kombinierer. Er nahm als erster Lette an den Kombinationswettbewerben bei Nordischen Skiweltmeisterschaften teil.

## Werdegang
Vinogradovs machte im Alter von fünf Jahren in Deutschland seinen ersten Sprung. Aufgrund fehlerhafter Trainingsmöglichkeiten in seiner Heimat musste er zu Trainings und Jugendwettbewerben ins Ausland reisen, wobei das polnische Szczyrk sowie das estnische Otepää als häufigste Ziele dienten. Bereits im Alter von neun Jahren sprang Vinogradovs erstmals von einer Normalschanze. Sechs Jahre später verletzte er sich bei einem Sturz, doch kehrte er nach der Genesung zum Skisport zurück. Nachdem er im Kindesalter bereits an internationalen Skisprungwettbewerben wie dem Schüler-Grand-Prix in Garmisch-Partenkirchen teilgenommen hatte, gab er am 6. August 2015 sein Debüt bei einem Wettbewerb des Weltskiverbands FIS, als er beim Jugendcup in Hinterzarten den 42. Platz belegte. Am 12. August 2016 ging er im finnischen Vuokatti erstmals bei einem FIS-Rennen in der Nordischen Kombination an den Start und erreichte dabei im Jugendcup den 13. Rang. Auch im März 2018 nahm er bei Wettbewerben dieser Wettkampfserie teil und belegte in Trondheim an beiden Tagen den 18. Platz.
Ohne zuvor in der Saison 2018/19 an internationalen Wettbewerben teilgenommen zu haben, nahm Vinogradovs im Alter von 16 Jahren an den Nordischen Skiweltmeisterschaften 2019 in Seefeld in Tirol teil und wurde damit der erste lettische Kombinierer bei Weltmeisterschaften. Nach dem Sprunglauf ging er beim Einzelwettbewerb nach der Gundersen-Methode von der Normalschanze und über zehn Kilometer mit mehr als dreieinhalb Minuten Rückstand auf den Führenden auf die Loipe, auf der er weitere Minuten verlor und das Rennen letztlich auf Rang 56 beendete. Wenige Wochen später debütierte er im russischen Nischni Tagil im Continental Cup, dem Unterbau zum Weltcup. Vinogradovs verpasste an allen drei Wettkampftagen die Punkteränge und erzielte sein bestes Ergebnis mit dem 49. Platz. Im darauffolgenden Winter stellte er sich lediglich bei den Nordischen Junioren-Skiweltmeisterschaften 2020 in Oberwiesenthal der Konkurrenz und lief dabei auf den 50. Platz im Einzel.
Zum Auftakt in die Saison 2020/21 nahm Vinogradovs Mitte Dezember am Continental-Cup-Wochenende in Park City teil, wo er bei einem kleinen Teilnehmerfeld an allen drei Wettkampftagen die Punkteränge erreichte und sich so für die Olympischen Winterspiele 2022 qualifizierte. Im Februar 2021 trat er erneut bei den Nordischen Junioren-Skiweltmeisterschaften an, die in diesem Jahr in Lahti ausgetragen wurden. Vinogradovs ließ fünf Athleten hinter sich und belegte den 44. Platz. Beim Saisonhöhepunkt, den Nordischen Skiweltmeisterschaften 2021 in Oberstdorf, ging er lediglich im Gundersen Einzel von der Normalschanze an den Start und erreichte dabei nach einer Überrundung den 50. Platz. Im April 2021 erhielt Vinogradovs vom Lettischen Olympischen Komitee eine Sportförderung von 25.000 Euro.
Bei den Olympischen Winterspielen 2022 im chinesischen Zhangjiakou erreichte Vinogradovs den 44. Platz im Gundersen Einzel von der Normalschanze. Nach der Saison 2022/23 beendete er seine Karriere.

## Privates
Vinogradovs trainierte zunächst in seinem Geburtsort Sigulda unter seinem Großvater Agris Kumeliņš, ehe er zwischen 2019 und 2020 an einem Austauschprogramm teilnahm und die Heimdal Videregående Skole in Trondheim besuchte. Dabei trainierte er mit dem ortsansässigen Granåsen Skiteam und wohnte bei einer Gastfamilie.

## Statistik

### Platzierungen bei Weltmeisterschaften
| Jahr und Ort    | Wettbewerb   | Wettbewerb   | Wettbewerb | Wettbewerb |
| Jahr und Ort    | Gundersen NS | Gundersen GS | Team       | Teamsprint |
| --------------- | ------------ | ------------ | ---------- | ---------- |
| 2019 Seefeld    | 56.          | –            | –          | –          |
| 2021 Oberstdorf | 50.          | –            | –          | –          |

### Continental-Cup-Platzierungen
| Saison  | Platz | Punkte |
| ------- | ----- | ------ |
| 2020/21 | 68.   | 13     |